# روبرت و برترام
روبرت و برترام (لهستانی: Robert and Bertram) یک فیلم کمدی لهستانی به کارگردانی میه‌چیسواف کراویچ است که در سال ۱۹۳۸ منتشر شد.

## بازیگران
- هلنا گروسوونا
- ائوگنیوش بودو
- آدولف دیمشا
- آنتونی فرتنر
- میه‌چیسواوا چویکلینسکا
- میخال زنیچ
- یوزف اوروید
- فلیکس ژوکوفسکی